# Demodamas
Demodamas (altgriechisch Δημοδάμας), Sohn des Aristeides, war ein Gefolgsmann der ersten Seleukidenkönige im frühen 3. Jahrhundert v. Chr.
Demodamas stammte aus Milet und sprach sich dort 299 v. Chr. als Mitglied des Stadtrats (synhedrion) für die Unterstützung des Baus einer Stoa durch den Prinzen Antiochos I. aus, zu dessen Ehren auch eine Reiterstatue aufgestellt werden sollte. Kurz darauf trat er als Initiator zur Aufstellung einer Statue des Apollon in Didyma zu Ehren der Königin Apame auf, für die sich Prinz Antiochos zum Bau einer Halle von einem Stadion Länge bereit erklärte. Den Antrag dazu konnte er in diesem Fall nur über einen Mittelsmann im Stadtrat einbringen, da er ihm zu diesem Zeitpunkt wohl nicht mehr angehörte.
Wohl zwischen den Jahren 294/293 und 281/280 v. Chr. amtierte Demodamas als Statthalter (Satrap) der Seleukiden in Baktrien-Sogdien. Dabei unternahm er eine militärische Expedition zur Erkundung des Skythenlandes jenseits des Flusses Jaxartes (Syrdarja), wobei unklar ist, wie weit er in den Norden vordrang. Von einem Hellenen wurde dieser Fluss zuvor nur einmal überschritten, nämlich von Alexander dem Großen im Jahr 329 v. Chr. (siehe Schlacht am Jaxartes), und wie dieser errichtete Demodamas dort einen Kultaltar, der dem didymeischen Apollon als dem Patron der Seleukidendynastie geweiht war, während der Altar Alexanders noch für dessen Ahn Herakles errichtet wurde.
Demodamas war vermutlich mit dem von Athenaios genannten namensgleichen Schriftsteller „aus Halikarnassos oder Miletos“ identisch, der je ein Werk über Indien und über Halikarnassos verfasst hat.